# Старий Тараж
Стари́й Та́раж — село в Україні, у Почаївській міській громаді Кременецького району Тернопільської області. Розташоване на річці Іква, в центрі району.
До Старого Таражу приєднано хутори Гнила Лоза, Грабки та Сіножаття. До 2015  центр сільської ради, якій підпорядковувалося с. Комарин. Нині належить до Почаївської міської громади.
Населення — 1046 осіб (2007).
Поблизу села є заказники «Вільшанки» і «Скит».

## Історія
Поблизу села виявлено археологічні пам'ятки пізнього палеоліту, комарівсько-тшинецької і давньоруської культур.
Перша писемна згадка — 1463.
Діяли «Просвіта» й інші товариства.
На 1936 рік село входило до ґміни Почаїв Кременецького повіту.
12 червня 2020 року, відповідно до розпорядження Кабінету Міністрів України № 724-р «Про визначення адміністративних центрів та затвердження територій територіальних громад Тернопільської області», увійшло до складу Почаївської міської громади.
19 липня 2020 року, в результаті адміністративно-територіальної реформи та ліквідації Кременецького (1940-2020) району, село увійшло до складу новоутвореного Кременецького району.

## Населення
За даними перепису населення 2001 року мовний склад населення села був таким:
| Мова       | Число ос. | Відсоток |
| ---------- | --------- | -------- |
| українська |           | 99,72    |
| російська  |           | 0,19     |
| молдовська |           | 0,09     |

## Релігія

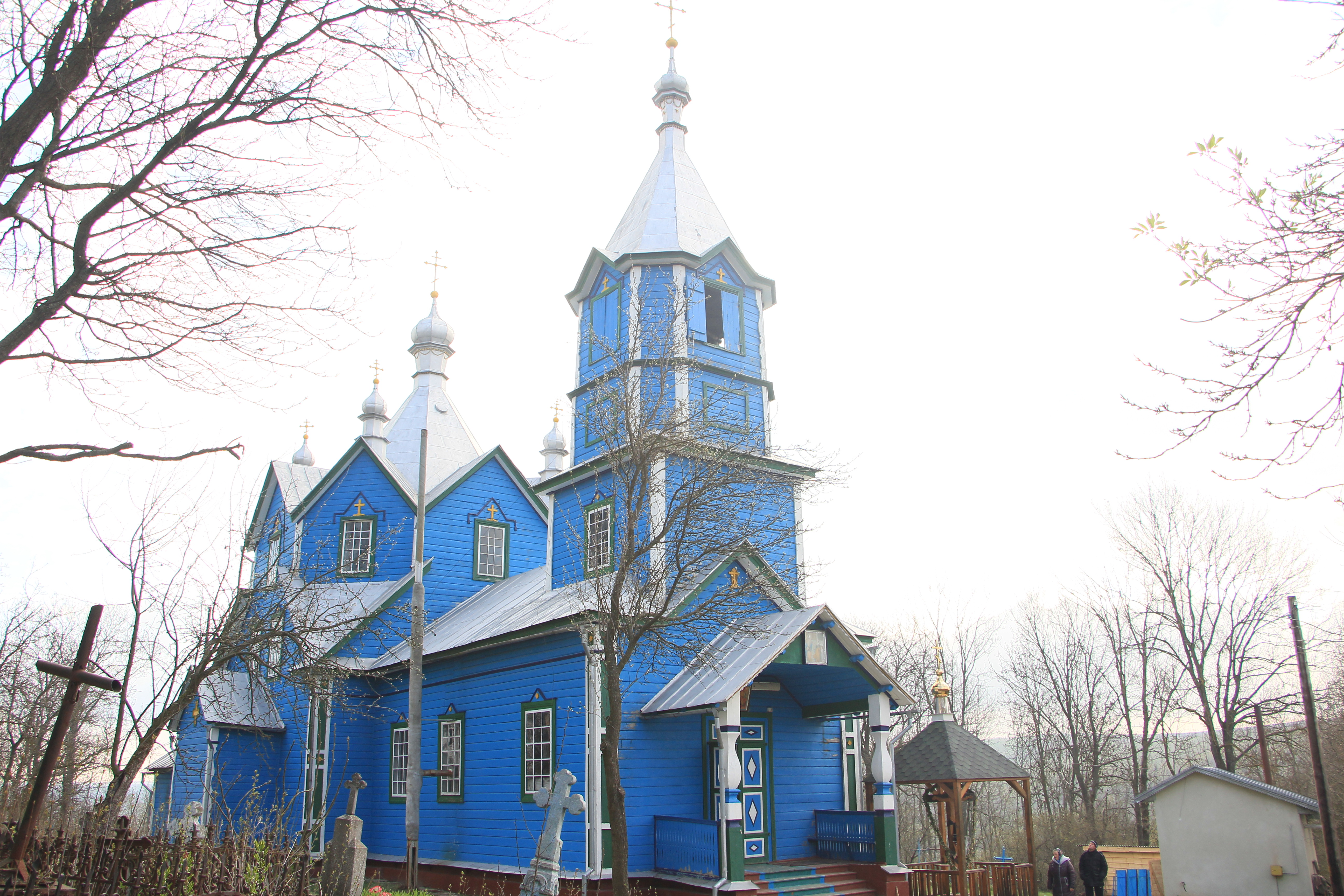
Дерев'яна церква

Є церква Введення в храм Пречистої Діви Марії (1900, дерев'яна), 9 «фіґур».

## Пам'ятки
Споруджено пам'ятник воїнам-односельцям, полеглим у німецько-радянській війні (1986).

## Соціальна сфера
Працюють ЗОШ 1-2 ступенів, клуб, бібліотека, ФАП, відділення зв'язку, торговельний заклад. Магазин Каштан

## Відомі люди

### Народилися
- Бай Сергій Вікторович (2004—2023) — солдат Збройних сил України, учасник російсько-української війни.
- о. Герштанський Дем'ян — православний священик, громадський діяч.

## Галерея

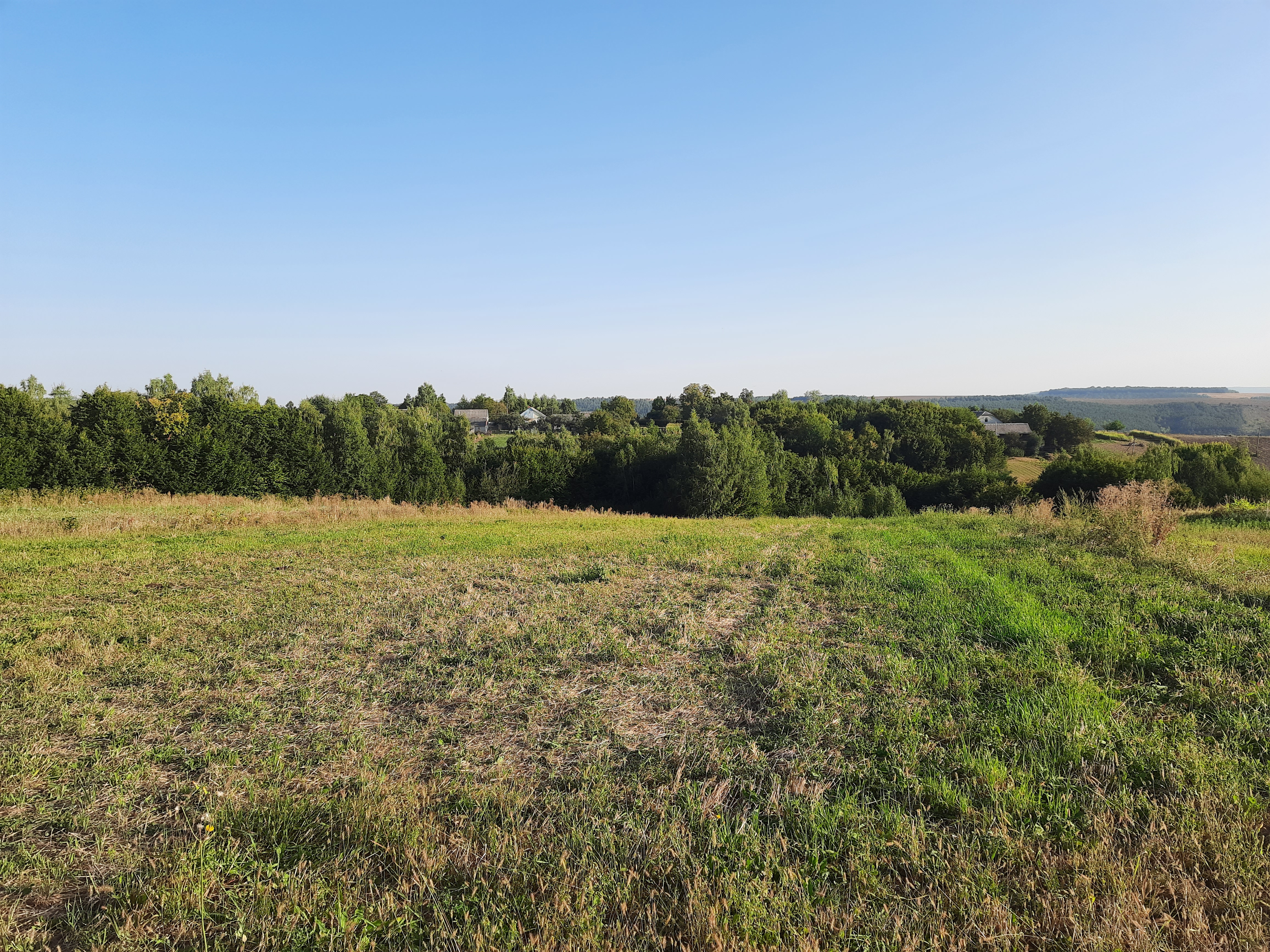
Вигляд на село
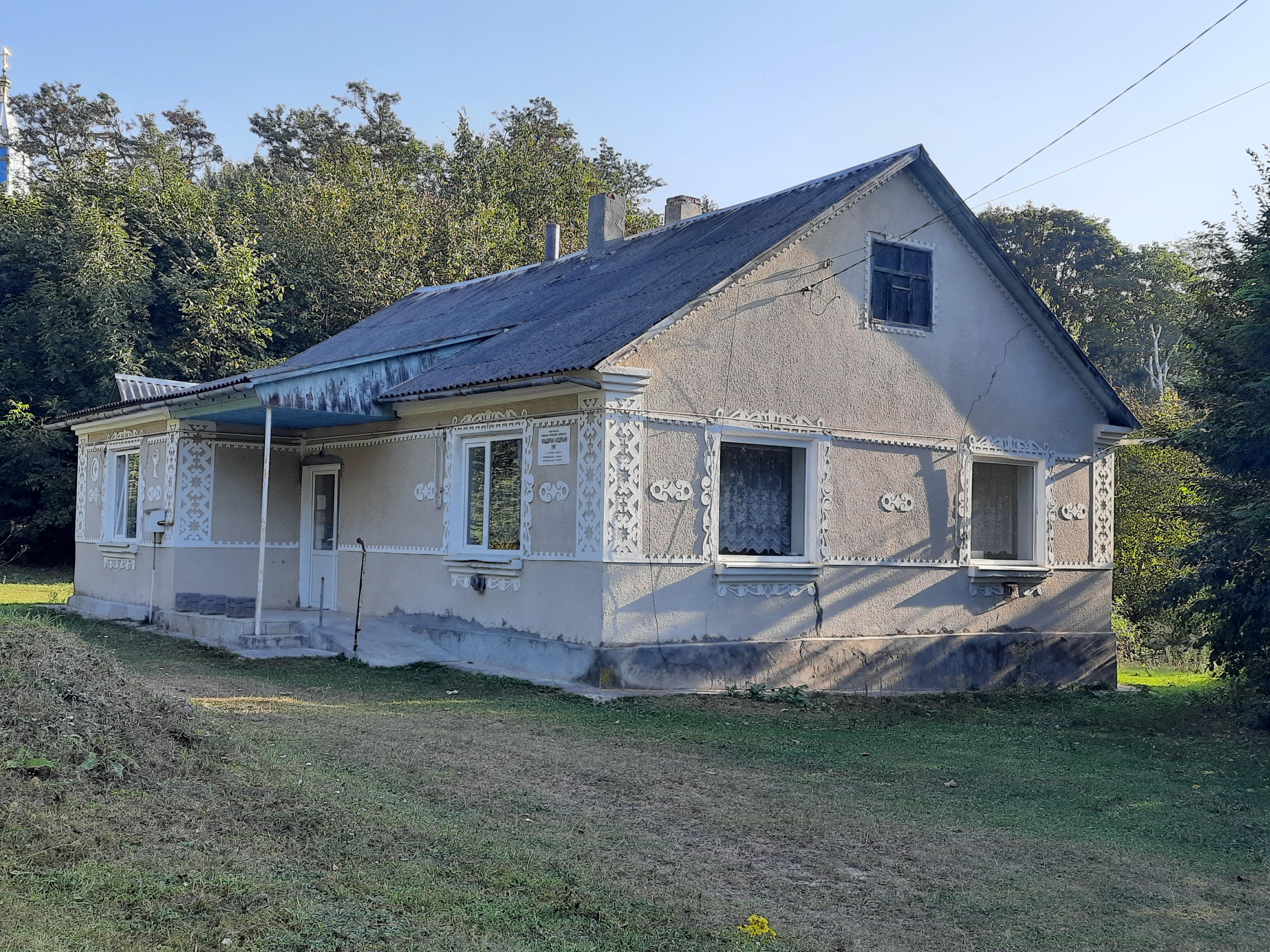
Фельдшерський пункт
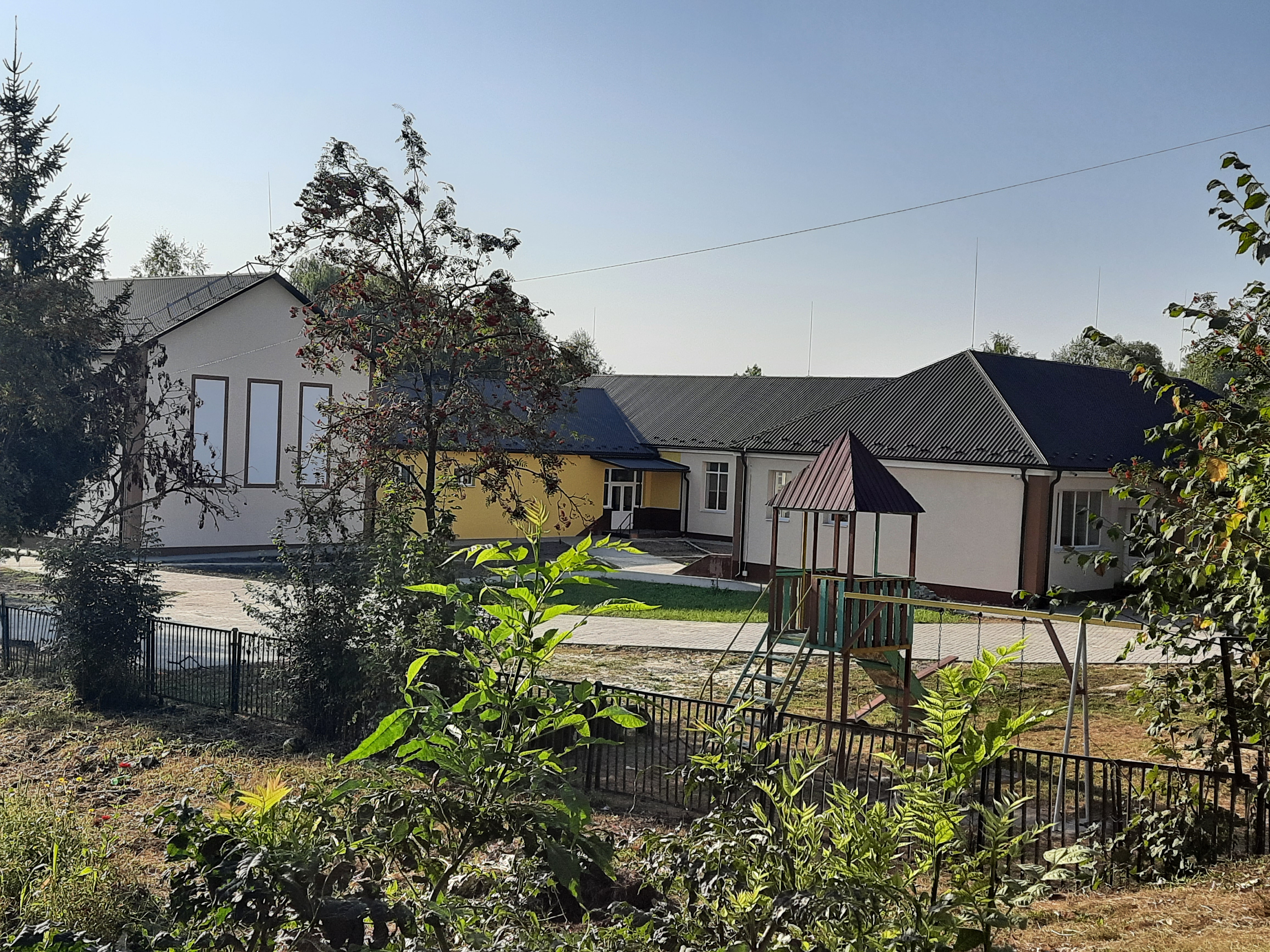
Дитячий садок
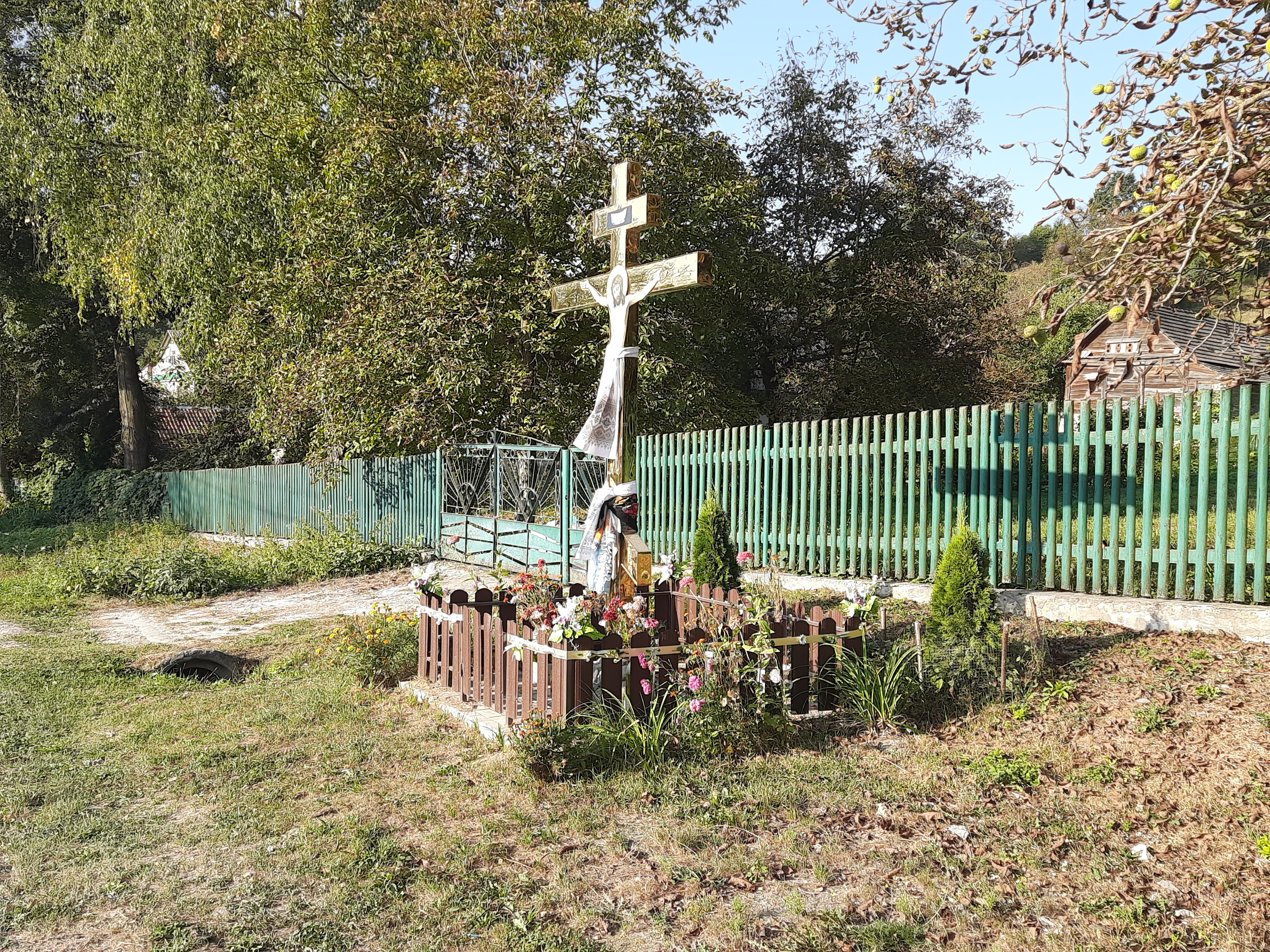
Пам'ятний хрест
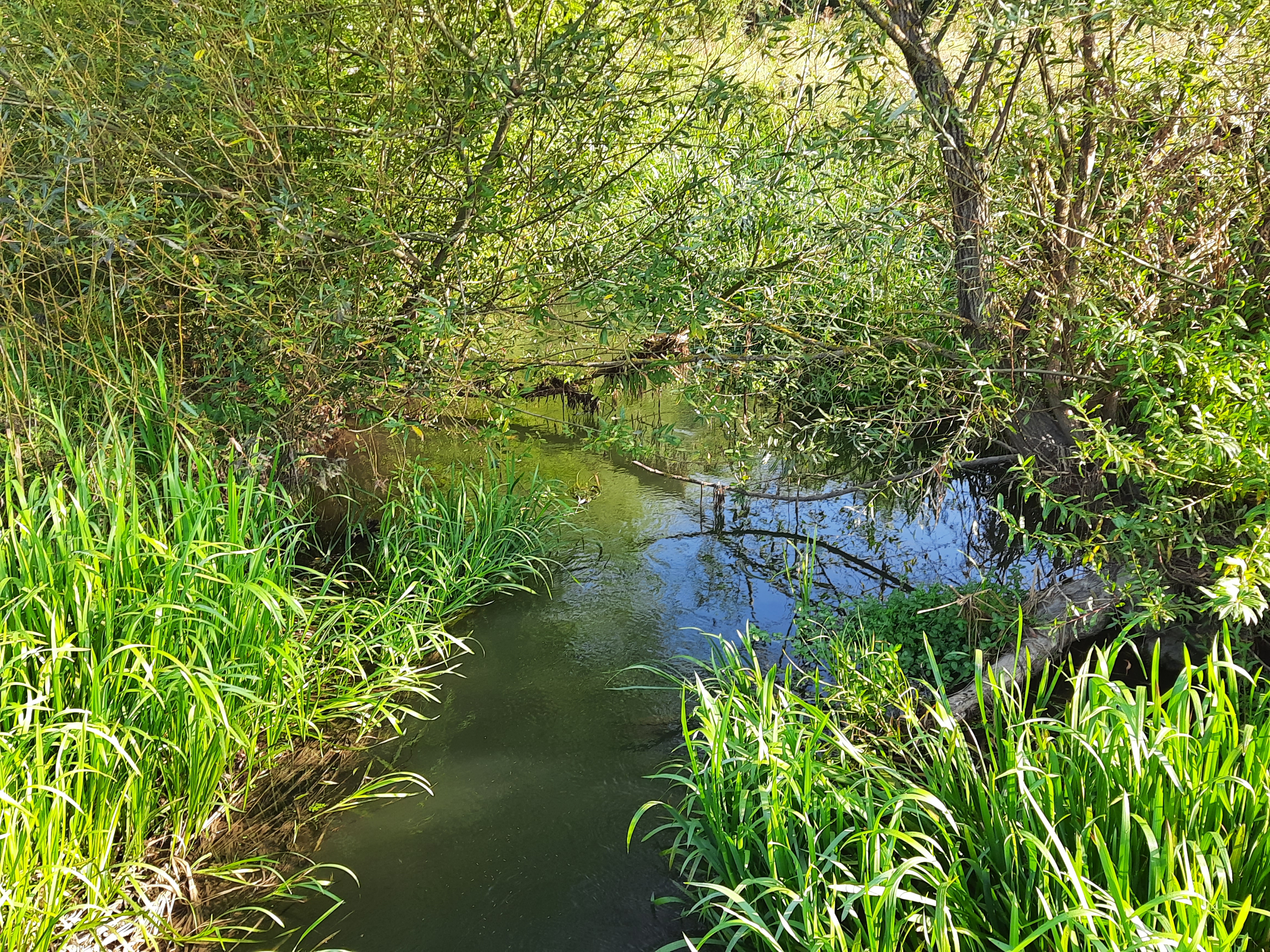
Річка Іква біля села